# Fehér Ottó
Fehér Ottó (Debrecen, 1927. február 4. – Szeged, 2021. január 12.) magyar orvos, biológus, neurofiziológus, iskolateremtő egyetemi tanár, az MTA doktora.

## Élete és tudományos pályája
Középiskolás diákéveit a Debreceni Református Kollégiumban töltötte, itt érettségizett 1945-ben. Egyetemi tanulmányait a Debreceni Egyetem orvoskarán végezte. Már hallgatóként, 1947-től a diplomáig demonstrátorként részt vett a Went István akadémikus vezette Élettani Intézet oktató- és kutatómunkájában. Ebben az intézetben vált fiziológussá. Az általános orvosi diploma megszerzése után a Debreceni Orvostudományi Egyetem Élettani Intézetének gyakornoka (1951-55), tanársegédje (1955-56), adjunktusa (1956-62), majd docense (1962-67). 1960-ban megvédte kandidátusi disszertációját, melynek témája az acetilkolin-észteráz rendszer szerepe a ganglionáris ingerületáttevődésben. A szimpatikus ganglionok szinaptikus ingerületátvitelének kérdéseit vizsgálva bizonyította, hogy a ganglionsejtek posztszinaptikus membránján kétféle acetilkolin-receptor van: egy nikotin-típusú és egy muszkarin-típusú, amelyek élettani szerepükben és farmakológiai szempontból is különböznek. Ezt a felfedezést a nemzetközi szakirodalom többször is megerősítette, és kiindulópontot adott a modern neurális membrán-receptor elméletnek. Ezekben a kísérletekben részt vett munkatársa és barátja Bokri Emil, valamint több tudományos diákkörös hallgató, akikből később neves kutatók, egyetemi tanárok lettek (pl. Damjanovich Sándor, Lábos Elemér, Mózsik Gyula és mások). 1962-től kezdve figyelme a központi idegrendszer fiziológiája, az agykéreg felé fordult. Halász Péterrel és Mechler Ferenccel együttműködve lényeges megfigyeléseket tett az agykérgi görcspotenciálok eredetéről és az érzékszervi kiváltott potenciálokkal való kapcsolatáról. Az élettan oktatásába nagy lelkesedéssel vetette bele magát, 1955-ben elnyerte az Oktatásügy Kiváló Dolgozója címet. Sok újítást vezetett be a kutatómunkába is.
1967-ben meghívták az Állatélettani Tanszék vezetőjének, amit a József Attila Tudományegyetemen akkor alapítottak. Itt interdiszciplináris kutatást kezdeményezett a szinaptikus ingerületátvitel elektrofiziológiai jelei és a szinaptikus ultrastruktúra morfológiai változásai közötti összefüggések tisztázására. Ebben a munkában segítették őt Párducz Árpád, Joó Ferenc és Halász Norbert.
Oktatómunkájának eredményeként a tudományegyetemi biológia oktatás meghatározó részévé vált a korszerű élettani ismeretek elsajátítása.
1973-ban megvédte akadémiai doktori disszertációját, címe: A hallókérgi kiváltott- és görcspotenciálok keletkezési mechanizmusa. 1974-ben egyetemi tanári kinevezést nyert, és az általa alapított egyetemi tanszéket 1988-ig vezette.
A hetvenes évek elején legtehetségesebb tanítványait választotta munkatársnak. Baranyi Attilával együtt vizsgálta a heteroszinaptikus facilitációt, amelyet az emléknyomok kialakulása egyik alapvető mechanizmusának tartanak. Szente Magdolnával a centrális epileptogén jelenségeket vizsgálta. Ez a közös kutatás egy új tudományos területre vezette: Gyimóthy Tibor matematikus segítségével megalkotta az epileptikus membrán számítógépes modelljét. Toldi Józseffel együtt elkezdett foglalkozni az idegi plaszticitás tudományos problémájával. Ez az együttműködés nyugdíjba vonulásáig tartott. Ki kell emelnünk Fehér Ottó iskolateremtő szerepét: nem csak megszervezte az élettan magas szintű oktatását és az idegfiziológiai kutatást a tudományegyetemen, hanem segítette több tanítványának egyetemi tanárrá való fejlődését.
1978-tól Fehér Ottó gyümölcsöző tudományos együttműködést alakított ki a Göttingeni Egyetem Anatómiai Intézetével (vezetője J. R. Wolff professzor) és a MTA Szegedi Biológiai Központ Neurobiológiai csoportjával (akkori vezetője Joó Ferenc), melyek tartósnak bizonyultak.
1977-ben Akadémiai Díj]jal tüntették ki az új elektrofiziológiai módszerek magyarországi bevezetésében végzett úttörő tevékenységéért. Ádám György professzorral együtt társszerzője az Összehasonlító élettan és az Élettan biológusoknak című egyetemi tankönyveknek. A nyolcvanas évek végén kezdeményezte a molekuláris fiziológia oktatását a biológusképzésben. Szerkesztője és egyik társszerzője volt a Magyarországon elsőként megjelent Az élettani jelenségek molekuláris alapjai című könyvnek.
Professor emeritusként 1996 után is tovább dolgozott: energiáit olyan az élettanhoz szorosan kapcsolódó területek oktatására fordította, mint a pszichofiziológia és a pszichofarmakológia. E tárgyakból nem csak kurzusokat tartott, de könyveket is írt.

## Tagságok
A Magyar Élettani Társaság és a Magyar EEG Társaság vezetőségi tagja (1971-től), továbbá a Magyar Idegtudományi Társaság tagja (1992-től). A European Neuroscience Association tagja 1985-től, az Acta Physiologica szerkesztőbizottsági tagja, az MTA Tudományos Minősítő Bizottságában 29 disszertáció bírálatában vett részt.

## Díjai
- Akadémiai Díj (1977)
- Pro Universitate díjas (DOTE 1967)[8]
- József Attila-emlékérem (JATE, 1986)[9]
- Szent-Györgyi Albert-díj (2001)

### Legfontosabb tudományos közleményei
- Baranyi, A.; Fehér, O. Synaptic facilitation requires paired activation of convergent pathways in the neocortex. NATURE 290 : 5805 pp. 413-415. , 3 p. (1981) DOI WoS Scopus PubMed MTMTID: 32573942
- Rojik, I.; Fehér, O. Correlations between glycine incorporation and cerebral cortical activity. EXPERIMENTAL BRAIN RESEARCH 39 : 3 pp. 321-326. , 6 p. (1980) DOI WoS Scopus PubMed MTMTID: 32631451
- Toldi, J.; Rojik, I.; Fehér, O. Neonatal monocular enucleation-induced cross-modal effects observed in the cortex of adult rat. NEUROSCIENCE Sep; 62 (1):105-114. (1994) DOI WoS Scopus PubMed MTMTID: 1029500
- Toldi, J.; Fehér, O.; Wolff, J. R. Neuronal plasticity induced by neonatal monocular (and binocular) enucleation. PROGRESS IN NEUROBIOLOGY: AN INTERNATIONAL REVIEW JOURNAL 48 : 3 pp. 191-218. 28 p. (1996) DOI WoS Scopus PubMed MTMTID:1029497
- Baranyi, A.; Fehér, O. Conditioned changes of synaptic transmission in motor cortex of cat. EXPERIMENTAL BRAIN RESEARCH 33 : 2 pp. 283-298. , 16 p. (1978) DOI WoS Scopus PubMed MTMTID: 30564888
- Fehér Ottó összes művei a Magyar Tudományos Művek Tárában.